# Palo Solo
Palo Solo est une ville de l'Uruguay située dans le département de Soriano. Sa population est de 170 habitants.

## Histoire
La ville a été fondée en 1946.

## Population
| Année | Population |
| ----- | ---------- |
| 1963  | 55         |
| 1975  | 56         |
| 1985  | 175        |
| 1996  | 183        |
| 2004  | 211        |
| 2011  | 170        |

Référence,